# Casa al carrer Forn Baix, 3 (Figueres)
L'edifici situat al Carrer Forn Baix, 3 és una obra del municipi de Figueres (Alt Empordà) inclosa en l'Inventari del Patrimoni Arquitectònic de Catalunya.

## Descripció
Es tracta d'un edifici entre mitgeres de planta baixa i tres pisos, amb coberta terrassada, situat a prop de l'Ajuntament de Figueres. És un edifici que ha estat rehabilitat recentment, però que encara conserva alguns elements originals. La planta baixa té un paredat de grans carreus amb tres obertures en arc rebaixat, la central de les quals conserva una dovella amb la data 1867 inscrita. Els pisos superiors estan decorats amb obertures en arc rebaixat amb balcons individuals al primer i al tercer pis, i amb una balconada correguda al segon. Tots els balcons són de ferro forjat i tenen decoració geomètrica.